# Liste des conseillers d'État du canton d'Uri
Cette page présente la liste des conseillers d'État du canton d'Uri.

## Composition actuelle (2024-2028)
- Urs Janett (PLR)
- Christian Arnold (UDC)
- Céline Huber (Le Centre)
- Urban Camenzind (Le Centre)
- Daniel Furrer (Le Centre)
- Georg Simmen (PLR)
- Hermann Epp (Le Centre)

## XXIesiècle

### 2020-2024
- Christian Arnold (UDC) : Direction de la santé, des affaires sociales et de l'environnement
- Urban Camenzind (Le Centre) : Direction de l'économie, président de 2020 à 2022
- Daniel Furrer (Le Centre) : Direction de la justice
- Urs Janett (PLR) : Direction des finances, vice-président de 2020 à 2022
- Beat Jörg (PLR) : Direction de la formation et de la culture
- Dimitri Moretti (PS) : Direction de la sécurité
- Roger Nager (PLR) : Direction des constructions

### 2016-2020
- Barbara Bär (PLR) : Direction de la santé, des affaires sociales et de l'environnement
- Urban Camenzind (PDC) : Direction de l'économie
- Urs Janett (PLR) : Direction des finances,
- Beat Jörg (PLR) : Direction de la formation et de la culture, président de 2016 à 2018
- Dimitri Moretti (PS) : Direction de la sécurité
- Roger Nager (PLR) : Direction des constructions, président de 2018 à 2020
- Heidi Z’graggen (PDC) : Direction de la justice

### 2012-2016
- Beat Arnold (UDC) : Direction de la sécurité
- Barbara Bär (PLR) : Direction de la santé, des affaires sociales et de l'environnement
- Urban Camenzind (PDC) : Direction de l'économie
- Josef Dittli (PDC) : Direction des finances, président de 2012 à 2014
- Beat Jörg (PLR) : Direction de la formation et de la culture
- Heidi Z’graggen (PDC) : Direction de la justice, présidente de 2014 à 2016
- Markus Züst (PS) : Direction des constructions

### 2008-2012
- Josef Arnold (PDC) : Direction de la formation et de la culture
- Isidor Baumann (PDC) : Direction de l'économie, président de 2008 à 2010
- Josef Dittli (PDC) : Direction de la sécurité (2008-10), Direction des finances (2010-12)
- Stefan Fryberg (PLR) : Direction de la santé, des affaires sociales et de l'environnement
- Heidi Z'graggen (PDC) : Direction de la justice
- Markus Züst (PS) : Direction des constructions, président de 2010 à 2012
- Markus Stadler (PVL) : Direction des finances (2008-10), remplacé par Beat Arnold (UDC) : Direction de la sécurité (2010-12)

### 2004-2008
- Josef Arnold (PDC) : Direction de la formation et de la culture, président de 2004 à 2006
- Isidor Baumann (PDC) : Direction de l'économie
- Josef Dittli (PDC) : Direction de la sécurité
- Stefan Fryberg (PRD) : Direction de la santé, des affaires sociales et de l'environnement
- Heidi Z'graggen (PDC) : Direction de la justice
- Markus Züst (PS) : Direction des constructions
- Markus Stadler (indépendant) : Direction des finances, président de 2006 à 2008

### 2000-2004
- Josef Arnold (PDC) : Direction de la formation et de la culture
- Isidor Baumann (PDC) : Direction de l'économie
- Oskar Epp (PDC) : Direction des constructions
- Martin Furrer (PDC) : Direction de la justice, président de 2000 à 2002
- Gabi Huber (PRD) : Direction des finances, présidente de 2002 à 2004
- Peter Mattli (PRD) : Direction de la sécurité
- Markus Stadler (indépendant) : Direction de la santé, des affaires sociales et de l'environnement

## XXesiècle

### 1996-2000
- Martin Furrer (PDC) : Direction de la justice
- Ambros Gisler (PDC) : Direction de l'économie
- Gabi Huber (PRD) : Direction des finances
- Peter Mattli (PRD) : Direction de la police, président de 1998 à 2000
- Anton Stadelmann (PDC) : Direction des constructions
- Hansruedi Stadler (PDC) : Direction de l'instruction publique, président de 1996 à 1998
- Alberik Ziegler (PS) : Direction de la santé et de l'assistance sociale

### 1992-1996
- Martin Furrer (PDC) : Direction de l'agriculture et de la sylviculture
- Ambros Gisler (PDC) : Direction de l'économie
- Carlo Dittli (PRD) : Direction des finances
- Peter Mattli (PRD) : Direction de la police
- Anton Stadelmann (PDC) : Direction des constructions
- Hansruedi Stadler (PDC) : Direction de l'instruction publique, président de 1992 à 1994
- Alberik Ziegler (PS) : Direction de la santé et de l'assistance sociale, président de 1994 à 1996

### 1988-1992
- Ambros Gisler (PDC) : Direction de l'économie, président de 1990 à 1992
- Carlo Dittli (PRD) : Direction des finances, président de 1988 à 1990
- Peter Mattli (PRD) : Direction de la police
- Anton Stadelmann (PDC) : Direction des constructions, à partir de 1989
- Hansruedi Stadler (PDC) : Direction de l'instruction publique
- Alberik Ziegler (PS) : ???
- Hans Zurfluh (PDC) : Direction de l'agriculture et de la sylviculture

### 1984-1988
- Josef Brücker (PDC) : Direction des constructions, président de 1984 à 1986
- Hansheiri Dahinden (PRD) : Direction de la police ; remplacé par Peter Mattli (PRD) en 1987
- Hans Danioth (PDC) : Direction de l'instruction publique
- Carlo Dittli (PRD) : Direction des finances
- Ambros Gisler (PDC) : Direction de l'économie
- Hans Zurfluh (PDC) : Direction de l'agriculture et de la sylviculture, président de 1986 à 1988
- Alberik Ziegler (PS) : ???

### 1980-1984
- Franz Achermann (PS) : Direction de la santé, de l'assistance sociale et des tutelles
- Arnold Anton (PDC) : Direction de l'agriculture ; remplacé par Hans Zurfluh en 1982
- Josef Brücker (PDC) : Direction des constructions
- Hansheiri Dahinden (PRD) : Direction de la justice et de la police, président de 1982 à 1984
- Hans Danioth (PDC) : Direction de l'instruction publique, président de 1980 à 1982
- Carlo Dittli (PRD) : Direction des finances
- Hermann Sigrist (PDC) :???

### 1976-1980
- Franz Achermann (PS) : Direction des pauvres, des tutelles et des questions sanitaires
- Anton Arnold (PDC) : Direction de l'agriculture, président de 1976 à 1978
- Josef Brücker (PDC) : Direction de l'instruction publique et Direction des constructions à partir de 1978, président de 1978 à 1980
- Hansheiri Dahinden (PRD) : Direction de la justice et de la police
- Raymund Gamma (PRD) : Direction des finances et des affaires militaires
- Werner Huber (PDC) : Direction des constructions, jusqu'en 1978
- Hermann Sigrist (PDC) : ???

### 1972-1976
- Franz Achermann (PS) : Direction des pauvres, des tutelles et des questions sanitaires
- Arnold Anton (PDC) : Direction de l'agriculture
- Josef Brücker (PDC) : Direction de l'instruction publique, président de 1972 à 1974
- Raymund Gamma (PRD) : président de 1974 à 1976
- Hermann Sigrist (PDC) :Direction de la justice et de la police
- Werner Huber (PDC) : Direction des constructions
- Alfred Weber (PRD) : Direction des finances

### 1968-1972
- Arnold Anton (PDC) : Direction de l'agriculture
- Franz Achermann (PS) : Direction des pauvres, des tutelles et des questions sanitaires
- Josef Brücker (PDC) : Direction de l'instruction publique
- Raymund Gamma (PRD) : ???
- Hermann Sigrist (PDC) : Direction de la justice et de la police
- Werner Huber (PDC) : Direction des constructions, président de 1970 à 1972
- Alfred Weber (PRD) : Direction des finances, président de 1968 à 1970

### 1964-1968
- Arnold Anton (PDC) : Direction de l'agriculture
- Ludwig Danioth (PDC) : Direction des finances, président de 1966 à 1968
- Willy Gamma (PRD) : Direction des pauvres
- Martin Huber (PDC) : Direction des tutelles et Direction de la justice, jusqu'en 1967
- Josef Müller (PDC) :
- Hans Villiger (PRD) : Direction des constructions
- Alfred Weber (PRD) : Direction de la police, président de 1964 à 1966

### 1960-1964
- Ludwig Danioth (PDC) : Direction des finances
- Willy Gamma (PRD) : Direction des pauvres, à partir de 1961
- Martin Huber (PDC) : Direction des tutelles et Direction de la justice
- Alois Müller (PDC) : Direction de l'agriculture ; remplacé par Arnold Anton en 1963
- Josef Müller (PDC) : Direction des pauvres ; remplacé en 1961 par Willy Gamma (PRD) ; président de 1962 à 1964
- Hans Villiger (PRD) : Direction des constructions, président de 1960 à 1962
- Alfred Weber (PRD) : Direction de la police

### 1956-1960
- Franz Arnold-Beeler (PRD) : Direction des constructions ; remplacé par Hans Villiger en 1958
- Ludwig Danioth (PDC) : Direction des finances et président
- Martin Huber (PDC) : Direction des tutelles et Direction de la justice
- Alois Müller (PDC) : Direction de l'agriculture
- Josef Müller (PDC) : Direction des pauvres
- Peter Tresch (PRD) : Direction de la police
- Hans Villiger (PRD) : ???
- Alfred Weber (PRD) : ??? ; à partir de 1958

### 1952-1956
- Franz Arnold-Beeler (PRD) : Direction des constructions
- Ludwig Danioth (PDC) : Direction des finances, président de 1952 à 1954
- Martin Huber (PDC) : Direction des tutelles et Direction de la justice
- Josef Indergrand (PDC) : ??? ; remplacé par Josef Müller en 1953
- Alois Müller (PDC) : Direction de l'agriculture
- Peter Tresch (PRD) : Direction de la police, président de 1954 à 1956
- Hans Villiger (PRD) : Direction des pauvres

### 1948-1952
- Franz Arnold-Beeler (PRD) : Direction des constructions, président de 1948 à 1950
- Ludwig Danioth (PDC) :  Direction des finances
- Rudolf Huber (PDC) : Direction des affaires militaires et de la justice
- Josef Indergrand (PDC) : président de 1950 à 1952
- Alois Müller (PDC) : Direction de l'agriculture
- Peter Tresch (PRD) : Direction de la police et des affaires sanitaires
- Hans Villiger (PRD) : Direction des tutelles et des pauvres

### 1944-1948
- Franz Arnold-Beeler (PRD) : Direction des constructions, président de 1944 à 1946
- Ludwig Danioth (PDC) : Direction des tutelles et des pauvres
- Rudolf Huber (PDC) : Direction des affaires militaires et de la justice
- Josef Indergrand (PDC) :, président de 1946 à 1948
- Alois Müller (PDC) : Direction de l'agriculture
- Peter Tresch (PRD) : Direction de la police et des affaires sanitaires
- Ludwig Walker (PDC) : Direction des finances

### 1940-1944
- Franz Arnold-Beeler (PRD) : Direction des constructions
- Franz Furrer (PDC) : ???
- Carl Furrer (PDC) : Direction des tutelles et des pauvres
- Rudolf Huber (PDC) : Direction des affaires militaires et de la justice, président de 1940 à 1942
- Josef Indergrand (PDC) :
- Alois Müller : Direction de l'agriculture
- Peter Tresch (PRD) : Direction de la police et des affaires sanitaires
- Ludwig Walker (PDC) : Direction des finances, président de 1940 à 1942

### 1936-1940
- Franz Arnold-Beeler (PRD) : Direction de la police et des affaires sanitaires
- Carl Furrer (PDC) : Direction des tutelles et des pauvres
- Franz Furrer (PDC) : Direction de l'agriculture
- Karl Gerig (PRD) : Direction des constructions
- Josef Indergrand (PDC) : ???
- Rudolf Huber (PDC) : Direction des affaires militaires et de la justice, président de 1938 à 1940
- Ludwig Walker (PDC) : Direction des finances, président de 1936 à 1938

### 1932-1936
- Carl Furrer (PDC) : Direction des tutelles et des pauvres
- Franz Furrer (PDC) : Direction de l'agriculture
- Karl Gerig (PRD) : Direction des constructions
- Carl Huber (PDC) : Direction de la justice et des affaires communales, président de 1932 à 1934 ; remplacé par Rudolf Huber en 1934
- Friedrich Infanger (PDC) : ???
- Josef Lusser (PRD) : Direction de la police et des affaires sanitaires, président de 1934 à 1936
- Ludwig Walker (PDC) : Direction des finances

### 1928-1932
- Franz Furrer (PDC) : Direction de l'agriculture
- Karl Gerig (PRD) : Direction des constructions
- Albin Gnos (PDC) : Direction des tutelles et des pauvres ; remplacé en 1930 par Ludwig Walker
- Carl Huber (PDC) : Direction de la justice et des affaires communales
- Friedrich Infanger (PDC) : ???
- Josef Lusser (PRD) : Direction de la police et des affaires sanitaires, président de 1930 à 1932
- Isidor Meyer (PDC) : Direction des finances, président de 1928 à 1930

### 1924-1928
- Franz Furrer (PDC) : Direction de l'agriculture
- Karl Gerig (PRD) : Direction des constructions
- Albin Gnos (PDC) : Direction des tutelles et des pauvres
- Carl Huber (PDC) : Direction de la justice et des affaires communales, président de 1924 à 1926
- Friedrich Infanger (PDC) : ???
- JJosef Lusser (PRD) : Direction de la police et des affaires sanitaires, président de 1926 à 1928
- Isidor Meyer (PDC) : Direction des finances

### 1920-1924
- Martin Gamma (PRD) : ???
- Karl Gerig (PRD) : Direction des constructions
- Karl Gisler (PDC) : Direction de l'agriculture
- Carl Huber (PDC) : Direction de la justice et des affaires communales
- Friedrich Infanger (PDC) : Direction des tutelles et des pauvres
- Josef Lusser (PRD) : Direction de la police et des affaires sanitaires, président de 1922 à 1924
- Isidor Meyer (PDC) : Direction des finances, président de 1920 à 1922

### 1916-1920
- Martin Gamma (PRD) : Direction des finances et président
- Karl Gisler (PDC) : Direction des tutelles et des pauvres
- Andreas Huser (PDC) : Direction de l'agriculture et du commerce ; remplacé en 1920 par Karl Gisler
- Franz Loretz (PDC) : Direction des constructions
- Josef Lusser (PRD) : ???
- Isidor Meyer (PDC) : ???
- Josef Wipfli (PDC) : Direction de la justice et de la police

### 1912-1916
- Josef Furrer (1869) (PDC) : Direction de la justice et de la police, président de 1912 à 1913 ; remplacé en 1915 par Franz Loretz, Direction des constructions
- Tobias Furrer (PDC) : Direction des finances ; remplacé en 1915 par Martin Gamma (PRD) ; président en 1916
- Karl Gisler (PDC) : ???
- Carl Gisler-Lusser (PRD) : ??? ; remplacé en 1915 par Isidor Meyer (PDC)
- Florian Lusser (PDC) : ???
- Andreas Huser (PDC) : Direction de l'agriculture et du commerce
- Karl Gisler : Direction des tutelles et des pauvres
- Josef Wipfli (PDC) : Direction des constructions jusqu'en 1915, puis Direction de la justice et de la police, président de 1913 à 1915

### 1908-1912
- Josef Furrer (1869) (PDC) : Direction de la justice et de la police, président de 1908 à 1909 et en 1912
- Tobias Furrer (PDC) : Direction de l'agriculture et du commerce
- Karl Gisler (PDC) : ???
- Alois Huber (PDC) : Direction des finances, président de 1909 à 1911
- Florian Lusser (PDC) : ???
- Josef Zwyssig (Parti catholique-conservateur) : Direction des tutelles et des pauvres
- Josef Wipfli (PDC) : Direction des constructions

### 1904-1908
- Alois Aschwanden (PDC) : ???
- Josef Furrer (1869) (PDC) : Direction de la justice et de la police, président de 1907 à 1908
- Tobias Furrer (PDC) : Direction de l'agriculture et du commerce
- Karl Gisler (PDC) : Direction des constructions
- Florian Lusser (PDC) : ???, président de 1905 à 1907
- Franz Schmid (PDC) : Direction des finances, président en 1904-1905 ; remplacé en 1905 par Alois Huber (PDC)
- Josef Johann Zwyssig (Parti catholique-conservateur) : Direction des tutelles et des pauvres

### 1900-1904
- Alois Aschwanden (PDC) : ???
- Florian Lusser (PDC) : Direction de la justice et de la police jusqu'en 1902, président de 1902 à 1904
- Josef Furrer (1869) (PDC) : Directions des constructions et Direction de la justice et police depuis 1902
- Tobias Furrer (PDC) : Direction de l'agriculture et du commerce
- Karl Gisler (PDC) : ???
- Florian Lusser (PDC) : Direction de la justice et de la police jusqu'en 1902
- Gustav Muheim (PDC) : Direction des finances, président de 1900 à 1902 ; remplacé en 1903 par Franz Schmid (PDC)
- Josef Johann Zwyssig (Parti catholique-conservateur) : Direction des tutelles et des pauvres

## XIXesiècle

### 1896-1900
- Alois Aschwanden (PDC) : Direction de l'agriculture et du commerce ; remplacé en 1898 par Tobias Furrer
- Johann Furrer (PDC) : ???, jusqu'en 1898
- Jost Gehrig-Gamma (Parti catholique-conservateur) : Direction des constructions ; remplacé en 1898 par Josef Furrer (1869) (PDC)
- Karl Gisler (PDC) : ???
- Gustav Muheim (PDC) : Direction des finances, président de 1898 à 1900
- Florian Lusser (PDC) : Direction de la justice et de la police, président de 1896 à 1898
- Josef Johann Zwyssig (Parti catholique-conservateur) : Direction des tutelles et des pauvres

### 1894-1896
- Alois Aschwanden (PDC) : Direction de l'agriculture et du commerce
- Johann Furrer (PDC) : ???
- Jost Gehrig-Gamma (Parti catholique-conservateur) : Direction des constructions
- Karl Gisler (PDC) : depuis 1895
- Florian Lusser (PDC) : Direction de la justice et de la police
- Gustav Muheim (PDC) : ???
- Josef Johann Zwyssig (Parti catholique-conservateur) : Direction des tutelles et des pauvres

### 1892-1894
- Alois Aschwanden (PDC) : ???
- Johann Furrer (PDC) : Direction de l'agriculture et du commerce
- Jost Gehrig-Gamma (Parti catholique-conservateur) : Direction des constructions
- Josef Jauch-Lauener (PDC) : Direction des finances
- Karl Müller (Parti catholique-conservateur) : ???

- Gustav Muheim (PDC) : Direction de la justice et de la police et président
- Josef Johann Zwyssig (Parti catholique-conservateur) : Direction des tutelles et des pauvres

### 1890-1892
- Josef Furrer (1828) (Parti catholique-conservateur) : ???
- Johann Furrer (PDC) : Direction de l'agriculture et du commerce
- Jost Gehrig-Gamma (Parti catholique-conservateur) : Direction des constructions
- Josef Jauch-Lauener (PDC) : Direction des finances
- Karl Müller (Parti catholique-conservateur) : ???
- Gustav Muheim (PDC) : Direction de la justice et de la police
- Josef Ziegler (Parti catholique-conservateur) : Direction des tutelles et des pauvres

### 1888-1890
- Josef Furrer (1828) (Parti catholique-conservateur) : ???
- Josef Jauch-Lauener (PDC) : Direction des finances
- Johann Josef Gamma (Parti catholique-conservateur) : Direction des constructions
- Jost Gehrig-Gamma (Parti catholique-conservateur) : Direction des tutelles et des pauvres
- Gustav Muheim (PDC) : Direction de la justice et des affaires militaires
- Karl Müller (Parti catholique-conservateur) : Direction de la police et des affaires sanitaires
- Josef Ziegler (Parti catholique-conservateur) :  Direction de l'agriculture et du commerce

## Voir Aussi